# Le Démon et Mademoiselle Prym
Le Démon et Mademoiselle Prym est un roman de Paulo Coelho publié en 2000.

## Résumé
Un jour, Berta voit arriver à l’hôtel un étranger que son mari décédé lui a dit être le démon. Le lendemain, en forêt, il enterre un lingot près d'une roche en Y et 10 autres près d'une roche en aigle. Puis il les fait trouver à Chantal Prym et ne lui fait recacher que l'isolé. S'il disparaît, ce sera elle. Il va déplacer les autres et lui demande de dire aux villageois qu'il leur donnera s'ils tuent quelqu'un dans la semaine. Elle leur dit. Ils décident de tuer Berta mais Chantal les en empêche. L'étranger lui donne les 11 lingots et elle part.